# Marina Michailowna Postnikowa-Lossewa
Marina Michailowna Postnikowa-Lossewa, geboren Marina Michailowna Lossewa, (russisch Марина Михайловна Постникова-Лосева, Geburtsname russisch Марина Михайловна Лосева; * 3. Augustjul. / 16. August 1901greg. in Moskau; † 22. Juni 1985 ebenda) war eine russische Kunsthistorikerin.

## Leben

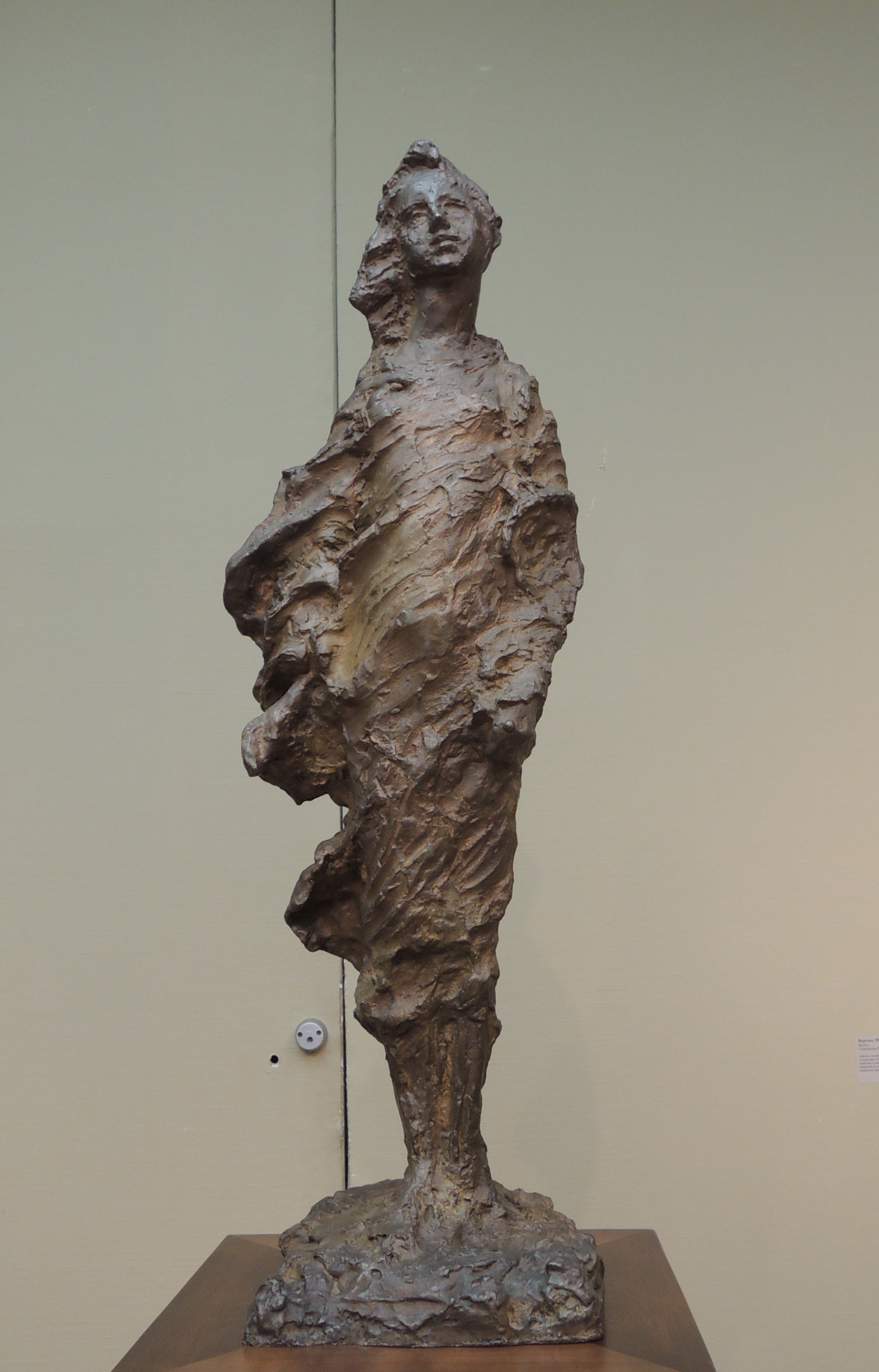
Kleine Birke (A. S. Golubkina, 1927, Tretjakow-Galerie)

Marina Lossewa war die jüngste Tochter des Chemikers und Militäringenieurs Michail Lukitsch Lossew (1851–1912) und der Malerin Jewdokija Iwanowna Lossewa, die nach Lossews Tod 1912 den Künstler Nikolai Dmitrijewitsch Bartram heiratete. Im Elternhaus am Moskauer Subowski Bulwar 8 waren Konstantin Fjodorowitsch Juon, Nikolai Nikolajewitsch Ge, Alexander Alexandrowitsch Blok, Igor Sewerjanin, Georgi Iwanowitsch Tschulkow, Nikolai Alexandrowitsch Berdjajew, Michail Ossipowitsch Gerschenson, Wladislaw Felizianowitsch Chodassewitsch und Wjatscheslaw Iwanowitsch Iwanow häufige Gäste. Die junge Marina Lossewa war Modell für Anna Semjonowna Golubkinas Skulptur Kleine Birke.
Nach dem Abschluss des Alfjorow-Gymnasiums mit einer Goldmedaille 1919 studierte Marina Lossewa an der historisch-philologischen Fakultät der Universität Moskau in der Abteilung für Theorie und Kunstgeschichte mit Abschluss 1924. Ihr wissenschaftlicher Lehrer war Alexei Iwanowitsch Nekrassow. Gleichzeitig arbeitete sie 1919–1931 in der Rüstkammer des Moskauer Kremls in der Abteilung für Stoffe, Waffen und Edelmetalle, so dass sie an der ersten Ausstellung in sowjetischer Zeit dort beteiligt war. 1922–1929 war sie Sekretärin des Wissenschaftlichen Rates der Rüstkammer.
1926 heiratete Marina Lossewa den Verkehrsingenieur Alexander Wassiljewitsch Postnikow, der am Institut für Transportingenieure lehrte. Ihr Sohn Michail (1929–1992) wurde Jurist.
1930 organisierte und leitete Postnikowa-Lossewa die Rüstkammerabteilung für russisches Silber, wobei sie die Tätigkeiten der anderen Kunstwerkstätten des Moskauer Kremls studierte. 1931–1985 arbeitete sie im Staatlichen Historischen Museum (GIM) in der Abteilung für Edelmetalle, die sie 1959–1977 leitete. Während des Deutsch-Sowjetischen Krieges war sie an der Evakuierung und Bewahrung der Museumsschätze beteiligt. 1945 wurde sie nach Verteidigung ihrer Dissertation zur Geschichte des Donkosakentums im 18. Jahrhundert zur Kandidatin der historischen Wissenschaften promoviert.
Postnikowa-Lossewa gehörte mit ihren mehr als 50 Veröffentlichungen zu den Begründern der Erforschung der russischen Juwelierkunst. Sie verfasste insbesondere Bücher und Kataloge zu den russischen Silber- und Goldtrinkkellen (1953), der russischen Emaille auf Gold- und Silberwaren im GIM und dessen Filialen (1962), der russischen Juwelierkunst mit ihren Zentren und Werkstätten (1974) und den Silbergeschäften der Meister (1981), die Gegenstand ihrer 1971 verteidigten Doktordissertation waren. Ab 1977 arbeitete sie im GIM als Seniormitarbeiterin und Beraterin. Im November 1978 vertrat sie erstmals die UdSSR bei der Sotheby’s-Auktion russischer Silberunikate für das GIM und die Eremitage.
Postnikowa-Lossewa wurde auf dem Wagankowoer Friedhof begraben.